# 车溪乡 (于都县)
车溪乡，是中华人民共和国江西省赣州市于都县下辖的一个乡镇级行政单位。

## 行政区划
车溪乡下辖以下地区：
车胜村、罗坑村、小汾村、河边村、优胜村、丰产村、安塘村、五丰村、坳背村、桃坑村、朱坑村、潮溪村、坝脑村和同辉村。